# Битка при Йоланд
Вижте пояснителната страница за други значения на Йоланд.
Битката при Йоланд е морско сражение в Балтийско море между обединения датско-норвежко-холандски флот и флота на Кралство Швеция, протекло на 1 юни 1676 година. Битката е част от по-мащабната Сконска война (1675 – 1679), която се води за доминация в южно Балтийско море. В периода около битката Швеция е принудена да търси подсилване на завладените земи в Северна Германия, докато Дания търси възможност за атака на Сконе и отваряне на път за нахлуване на шведска земя.
Малко преди началото на битката шведският флагмански кораб „Короната“ (на шведски: Kronan) потъва с целия екипаж на борда, включително и главнокомандващия шведския флот, адмирал на короната Лоренц Кройц. Съюзният флот под командването на холандския адмирал Корнелис Тромп се възползва от ситуацията и предизвиква паника сред останалите шведски кораби. Корабът на втория по ранг шведски адмирал Клас Угла е обграден, подложен на артилерийски огън и впоследствие подпален. Адмирал Угла се опитва да напусне горящия кораб при което се удавя. След загубата на втори адмирал, шведският флот е силно дезорганизиран.
Битката завършва с пълно датско надмощие в Балтийско море. След нея датският крал Кристиан V успява да разположи войници на шведска земя, като на 29 юни 1676 година около 14 500 мъже акостират край Роо, южно от Хелсингбори. Сконе се превръща в основно бойно поле за периода на Сконската война, като кръвопролитни битки се водят край Лунд, Халмстад и Ландскруна. Обединените датско-норвежко-холандски сили опустошават остров Йоланд и редица други територии, достигайки близо до Стокхолм. Провалът на шведския флот в битката при Йоланд води до формирането на специална комисия, която да разследва причините за падението, но тя не намира виновни за случилото се.

## Обща картина
Швеция, заедно със съюзническа Франция, атакува германската провинция Бранденбург през лятото на 1675 година. Холандската република е във война с Франция (виж Нидерландска война) и това е причината да обяви война и на Швеция. Въпреки незначителните последици, разгрома над Швеция в битката при Фербелин на 18 юни 1675 година нанася сериозен удар върху репутацията на шведската армия. Няколко от германските провинции и Свещената Римска империя виждат признаци на слабост и се включват във войната срещу Швеция. Дания вижда своя шанс за отвоюване на Сконе, Блекинге и Халанд, които са присъединени към Швеция по линия на мирния Договор от Роскиле от 1660 година. След обявяването на война на Швеция от страна на Дания на 2 септември 1675 година, южно Балтийско море става важен военен фронт, както за Швеция, така и за Дания. Дания се стреми към отворена линия за нахлуване в Сконе, докато Швеция вижда необходимост за затвърдяване на властта си в териториите на Померания.
През есента на 1675 година, шведска флотилия под командването на Густаф Ото Стенбок отплава към южните части на Балтийско море, но достига едва до Готланд. Поради студеното време, морските бури, болести сред екипажа и липса на важно снаряжение, флотилията е принудена да се върне обратно в Стокхолм. Стенбок е държан пряко отговорен за провала и е принуден да плати на шведския крал Карл XI разноските по мисията от собствените си приходи. През зимата на 1675 – 1676 година, командването на шведския флот е възложено на Лоренц Кройц, но отново лошото време е причина за отлагане на военна офанзива.

## Прелюдия
Датска флотилия от 20 кораба, под командването на Ниелс Юел, отплава през март 1676 година и на 29 април достига бреговете на Готланд и превзема редица стратегически пристанища. Многобройна шведска флотилия отплава от Стокхолм на 4 май, но поради неблагоприятните условия достига Готланд едва на 19 май. По това време Юел е напуснал пристанището на Висбю и се е отправил към Борнхолм, за обединение с по-малко формирование от датско-холандски кораби. Целта на това обединение на морска сила е да достигне до Сконе и остров Рюген, като по този начин предотврати достигането на шведски подкрепления към шведска Померания. На 25 и 26 май, шведския и обединения датско-холандски флот се срещат и следва нерешително стражение край Борихолм. Швеция търпи загуба, без да нанесе сериозни поражения на противника.
Няколко писмени свидетелства информират за конфликт между адмирал Кройц и неговите подчинени. Майор Таубе от кораба „Марс“ (на шведски: Mars), казва, че след битката при Борнхолм, офицерите „са порицани като малки момчета“ и „без значение дали са виновни или не, са обвинени за всичко“. Редица други свидетелства дават преставата, че отношенията в командния щаб са били крайно обтегнати.
След тази неуспешна битка, шведския флот се оттегля към Трелебори, където поема нови заповеди от крал Карл XI за атака и завземане на Готланд. На флота е забранено ангажирането в битки, до достигане на северния нос на остров Йоланд, където водите са по-благоприятни. Скоро след напускането на Трелебори на 30 май, шведската флотилия е преследвана от обединените датско-холандски сили, подкрепени от малък ескадрон и наброяващи 42 кораба, от които 25 линейни. Подкрепленията в датско-холандските редици водят и до смяна на командването, което се поема от холандския адмирал Корнелис Тромп. Двете неприятелски флотилии плават на север до достигането на северните части на Йоланд на 1 юни 1676 година. Буреносните ветрове нанасят поражения на шведските кораби, като някои губят мачти и рейки. Шведската флотилия плава в непрекъсната линия с цел бързото достигане на Йоланд, но бива изпреварена от холандска флотилия, която отрязва пътя към сушата. По-късно през деня на 1 юни двете неприятелски морски сили са близо една до друга и са в оръдеен обсег.

## Битка
Следобеда на 1 юни, в резултат на лоша комуникация, шведския флот неочаквано се насочва към неприятелските сили. При тази рязка смяна на курса флагманския кораб „Короната“ (на шведски: Kronan) се накланя и започва да потъва. Според очевидци на трагедията, платната не са били прибрани и кораба се накланя силно, при което през трюмовете навлиза вода. Вятърът допълнително притиска кораба, при което мачтите се потапят, а малко след това масивна експлозия в барутния отсек нанася непоправими щети. Шведския кораб „Короната“ потъва, заедно с екипажа си.
Внезапната загуба на флагманския кораб, както и главнокомандващия на флота, всява смут сред шведските редици. Четири кораба от ескадрилата на Кройц и Угла се обръщат в бягство след трагедията. Вторият по ранг адмирал Клас Угла оглавява флота, но бързо след това неговият кораб „Мечът“ (на шведски: Svärdet) се сблъсква с отломки от „Короната“ и е принуден да се завърти срещу вятъра за да избегне по-големи поражения. Маневрата на „Мечът“ е грешно разпознат сигнал за оттегляне, което дезорганизира бойния строй. Корабът на адмирал Угла убива своята скорост с цел преформиране на строя, но това го отделя допълнително от другите кораби.
Адмирал Тромп на Christianus Quintus, вицеадмирал Йенс Родстен на Tre Løver и Ниелс Юел на Churprindsen се възползват от хаоса. Те обграждат „Мечът“ и го подлагат на обстрел. Няколко шведски кораба се опитват да помогнат на адмирал Угла, но не успяват да достигнат стратегически позиции. След няколкочасов обстрел, „Мечът“ се преобръща и от кораба е даден сигнал за капитулация. Въпреки това, Свердет е подпален от холандския кораб t' Hoen. Това окончателно решава съдбата на „Свердет“ и той потъва бързо след това, заедно с 600 души от общо 650 на борда, включително и адмирал Угла. Единствено Hieronymus, Neptunus и Järnvågen се опитват да помогнат на Угла. От тях Hieronymus успява да избяга със сериозни поражения, докато другите два кораба са пленени от Юел.
Около 6 часа следобед, шведската флотилия губи два от основните си кораби и двама главнокомандващи. Това всява паника и останалите плавателни съдове се оттеглят. Някои от по-малките кораби са пленени, а другите достигат шведски пристанища. Повечето се отправят към Даларьо, северно от Стокхолм, а други акостират край пристанища от протока Калмарсунд.

## Последици
Шведския флот търпи огромни загуби, не само с потапянето на два важни кораба, но и с гибелта на най-опитните си главнокомандващи. Дори и след битката при Йоланд, неприятностите следват след потапянето на „Ябълката“ (на шведски: Äpplet) край Даларьо. Около 50 души екипаж са спасени от преследващите датски кораби, но са отведени в плен в Копенхаген. Развоят от битката при Йоланд дава на Дания стратегическо преимущество в Балтийско море, като Швеция е парализирана до края на 1676 година. Дания разполага около 14 500 войника на шведска земя на 29 юни 1676 година, когато датската армия акостира край Роо, южно от Хелсингбори.

### Шведска комисия
В рамките на седмица, новините за поражението край Борнхолм и пълния провал край Йоланд, достигат крал Карл XI. Той незабавно свиква, комисия за разследване на случилото се. Крал Карл XI се съмнява в Бер и другите офицери, като ги подозира в отстъпничество и некомпетентност. Комисията започва работа на 7 юни 1676 година. По време на изслушванията на очевидци, силна критика търпят както отделните командири, така и поведението на шведския флот като цяло.
Комисията не намира виновни за случилото се, но на Бер от кораба „Ключът“ (на шведски: Nyckeln) и на Кристер Бойе от „Ябълката“ са отнети правата на главнокомандващи. Ханс Клерк от „Слънцето“ (на шведски: Solen) се измъква от процеса неопетнен и е дори повишен от краля преди комисията да обяви крайните резултати.
Лоренц Кройц е обвиняван от много историци за загубата на своя кораб и е описван като некомпетентен за поста, който заема. Военните историци Ларш Ериксон Волке и Улоф Хьоблум, смекчават вината на Кройц, като посочват, че адмирала е преди всичко администратор и тактик, докато маневрите на кораба са дело на екипажа.

### Съюзни сили
Капитанът на холандския кораб t' Hoen, който подпалва шведския кораб „Мечът“ въпреки разветия бял флаг на борда, е арестуван и затворен веднага след битката. Той е подложен на такива тежки условия, че умира няколко дена по-късно.
Адмирал Тромп докладва, че неговият кораб Delft, преживял най-тежките моменти от сражението е загубил около 100 души екипаж и повечето от офицерите на борда са ранени.